# 邓高镜
邓高镜（？—？），字伯诚，男，湖南省宁远县（邓高镜家乡曾一度改属阳明县）人。中华民国大陆时期学者，对先秦诸子特别是墨子及佛学颇有研究。

## 主要著作
- 鄧高鏡，墨經新釋，上海：商務印書館，民国22年（1933年）
- 鄧高鏡，墨子哲学卷十·墨经，北京：朴社出版经理部，年份不详
- 鄧高鏡，释摩诃衍论考，师大国学丛刊1931年第1期